# Downtown 81
Pour plus de détails, voir Fiche technique et Distribution.
Downtown 81 (New York Beat Movie, titre original en 1981) est un film américain écrit par Glenn O'Brien et réalisé par Edo Bertoglio.
Le film, tourné à New York de décembre 1980 à janvier 1981, ne sort seulement que le 13 juillet 2001 aux États-Unis, dans un nombre très limité de salles. Il sort le 14 mars 2001 en France. 
Initialement financé par Fiorucci et Rizzoli, le film avait été abandonné au milieu des années 1980 à cause de problèmes financiers. L'écrivain et éditorialiste Glenn O'Brien, qui connut le peintre Jean-Michel Basquiat, et la styliste Maripol, ont ressuscité le film, rebaptisé Downtown 81, après en avoir acquis les droits en 1999 (plus d'une décennie après la mort de Basquiat). Il a été réalisé en 2000, et présenté à la Quinzaine des réalisateurs au Festival de Cannes cette même année.

## Synopsis
Bien que n'étant pas un documentaire, ce film à l'allure d'étrange conte de fée elliptique, mettant en vedette le peintre Jean-Michel Basquiat et de nombreuses personnalités du Village d'alors (dont Diego Cortez, James Chance, Amos Poe, Walter Steding et Tav Falco), est un rare instantané de la culture ultra-hip de l'ère post-punk à Manhattan. 

## Fiche technique
- Titre : Downtown 81
- Titre original : New York Beat Movie
- Réalisation : Edo Bertoglio
- Scénario : Glenn O'Brien
- Production : Maripol et Patrick Montgomery
- Musique : Jean-Michel Basquiat et Andy Hernandez ; le groupe de Basquiat, Gray ; John Lurie ; DNA, Tuxedomoon, the Plastics (en), Marvin Pontiac, Kenny Burrell, The Specials, Chris Stein, Melle Mel et Blondie, Kid Creole and the Coconuts, James White and the Blacks, Vincent Gallo, Lydia Lunch et Suicide.
- Montage : Pamela French
- Pays d'origine :  États-Unis
- Langue : anglais
- Format : Couleurs - Dolby
- Genre : Comédie dramatique
- Durée : 73 minutes
- Date de sortie : 2001

## Distribution
- Ted Bafaloukos : Junk Dealer
- Tom Baker : Patron du Go-Go Bar
- Eszter Balint : elle-même
- Jean Michel Basquiat : lui-même
- Roberta Bayley : Street Girl
- Snooky Bellomo : Manic Panic Girl
- Tish Bellomo : Manic Panic Girl
- Bemshi : Danseur
- Victor Bockris : Conversationalist at Mudd Club
- Byron Bowie : lui-même
- Joe Bowie : lui-même
- Diane Brill : Kid Creole Announcer
- John Browner : Patron du Go-Go Bar
- Steven Brown : lui-même
- Clem Burke : Membre du Felons band
- Ann Carlyle : Fashion Show Model
- James Chance : James White
- Ma Chang : lui-même
- Marshall Chess : Thief
- Mickey Clean : Pot Dealer
- Carol Coleman : elle-même
- Diego Cortez : Fist-fighter at the Mudd Club
- Kid Creole
- Ronnie Cutrone : Patron du Go-Go Bar
- Jimmy Destri : Taxi
- Tomas Doncker : lui-même
- George Dubose : Patron du Go-Go Bar
- Lori Eastside : elle-même
- Barbara Egan : Fashion Show Model
- Tav Falco : Conversationalist at Mudd Club
- Lenny Ferrari : lui-même
- Bradley Field : Studio Manager
- Fab Five Freddy : Artiste de graffiti
- Vincent Gallo : lui-même
- Karen Geniece : elle-même
- Patrick Geooffrois : Conversationalist at Mudd Club
- Giorgio Gomelsky : The Landlord
- Winston Grennan : lui-même
- Ronnie Griffith : elle-même
- Bobby Grossman : Junkie de l'East Village
- Vinnie Grouppi : Conversationalist at Mudd Club
- Richie Harrison : lui-même
- Deborah Harry : Fairy Godmother
- Arto Lindsay : lui-même
- Andrew Lloyd : lui-même
- John Lurie : lui-même
- Olivier Mosset : Bike Rider
- Blaine L. Reininger (en) : lui-même
- Elliott Murphy : Rock Star
- Saul Williams : Jean-Michel Basquiat (voix)
- Tim Wright : lui-même
- Cookie Mueller : une go-go danceuse